# Gilroy Gardens

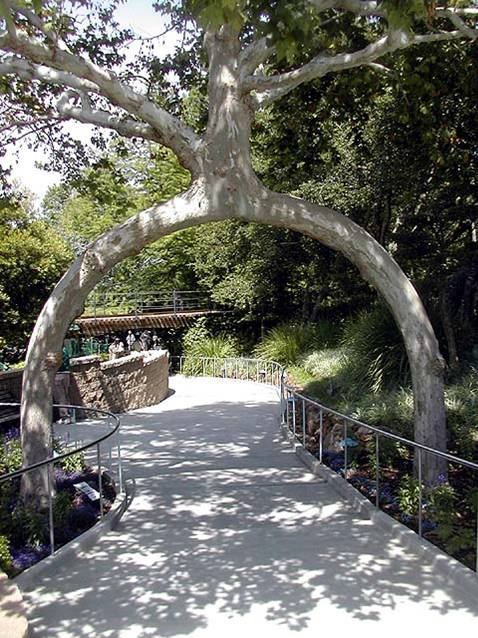
Een van de bomen die Erlandson in een speciale vorm liet groeien

Gilroy Gardens is een Amerikaans familiepretpark in het Californische Gilroy in Santa Clara County. Het thema van de Gilroy Gardens is tuinen. 
Er zijn tientallen mechanische attracties (waaronder twee achtbanen), maar de bekendste bezienswaardigheden zijn vermoedelijk Axel Erlandsons speciaal gevormde bomen. Sinds 2014 is er bij het themapark ook een waterpark gelegen, dat bij de entreeprijs is inbegrepen.

## Exploitatie
In juni 2001 opende het pretpark onder de naam Bonfante Gardens. Het was opgericht door Michael en Claudia Bonfante en was voor 2001 een commerciële plantenkwekerij, alsook een rustoord voor werknemers van de Nob Hill Foods-supermarktketen. Vanaf 2003 werd het park beheerd door Paramount Parks, nadat de bezoekersaantallen in de eerste twee seizoenen tegenvielen. Medio 2006 werd Paramount Parks overgenomen door de Cedar Fair Entertainment Company, die het beheer voortzetten.
In 2007 kreeg het park haar huidige naam.
Het attractiepark wordt sinds 2022 uitgebaat door de stad Gilroy nadat het contract met Cedar Fair niet verlengd werd. In de laatste twee seizoenen onder Cedar Fair kende het park een gedwongen sluiting van meer dan een jaar vanwege Coronamaatregelen.